# Maholida
Maholida is een bestuurslaag in het regentschap Pakpak Bharat van de provincie Noord-Sumatra, Indonesië. Maholida telt 654 inwoners (volkstelling 2010).